# Torelló
Torelló település Spanyolországban, Barcelona tartományban. Lakosainak száma 15 093 fő (2024).

## Földrajza
Torelló Sant Vicenç de Torelló, Sant Pere de Torelló, L’Esquirol, Manlleu, Les Masies de Voltregà és Orís községekkel határos.

## Népesség
A település lakosságának változását az alábbi diagram mutatja:
| Lakosok száma | 775  | 3229 | 4889 | 6459 | 10 951 | 12 768 | 13 808 | 13 949 | 14 347 | 15 093 |
|               | 1717 | 1887 | 1936 | 1960 | 1986   | 2004   | 2009   | 2014   | 2019   | 2024   |